# Wilfried Ehlers

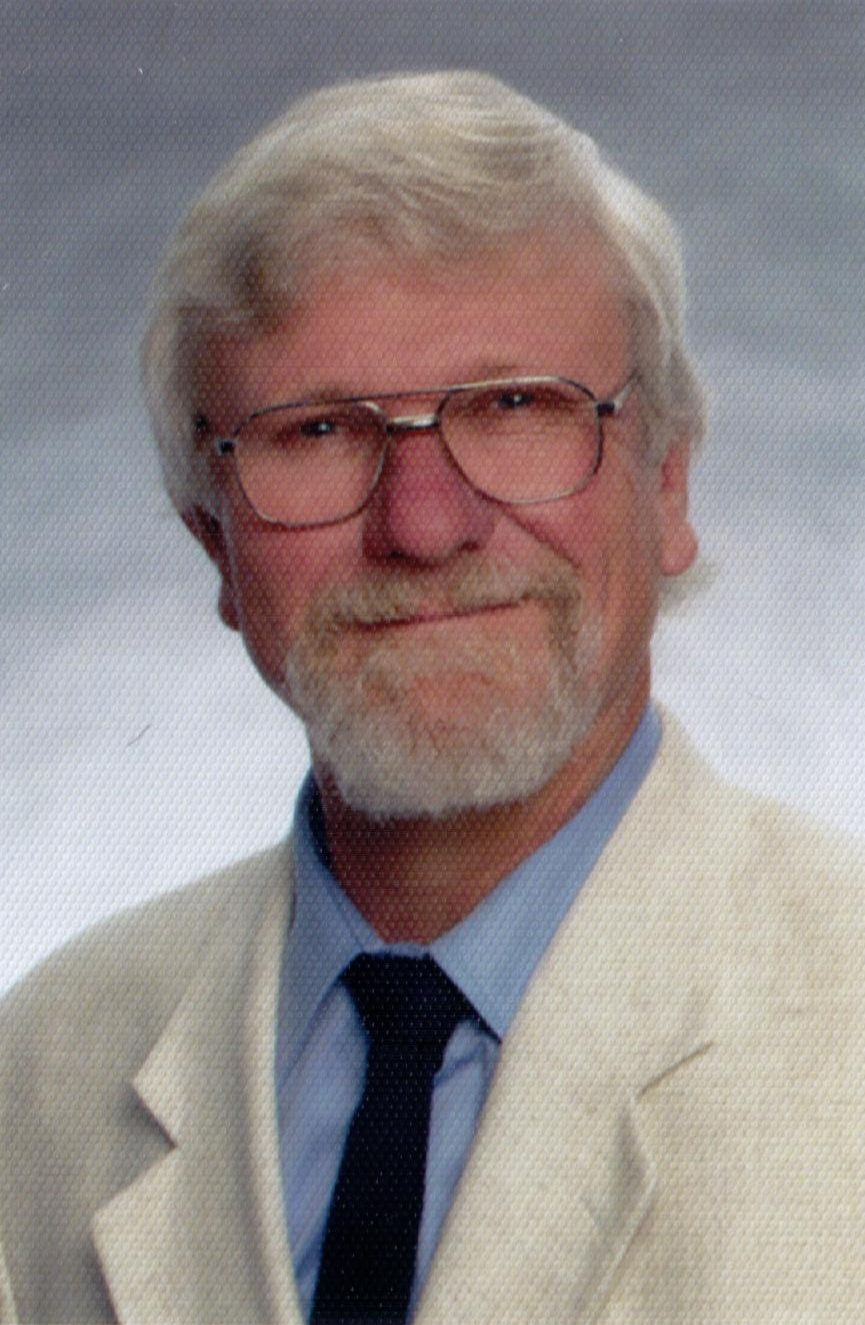
Wilfried Ehlers

Wilfried Ehlers (* 19. Mai 1939 in Bremen; † 20. November 2016 in Göttingen) war ein deutscher Agrarwissenschaftler auf den Gebieten des Acker- und Pflanzenbaus und der Bodenkunde. Er lehrte an der Georg-August-Universität Göttingen. Seine Forschungsschwerpunkte waren der Wasserhaushalt, die Bodenbearbeitung und der Bodenschutz.

## Leben
Wilfried Ehlers, Sohn eines Zollbeamten, besuchte von 1949 bis 1958 ein mathematisch-naturwissenschaftliches Gymnasium in Bremen. Es folgte eine zweijährige landwirtschaftliche Lehre. Ab 1960 studierte er Agrarwissenschaften an der Universität Göttingen und an der Technischen Universität Berlin. In Göttingen wurde er Mitglied der Verbindung Lunaburgia. 1963 bestand er die Prüfung zum Diplom-Landwirt. Unter Fritz Scheffer promovierte er 1966 am Institut für Bodenkunde in Göttingen mit einer Dissertation über das Austauschverhalten von Kalium-Ionen in Mineralböden. 1967/68 weilte er als Stipendiat der Göttinger Universität an der University of California in Riverside (USA). Dort arbeitete er am Department of Soils and Plant Nutrition über die Diffusion von Lindan im Boden.
Von 1968 bis 2004 wirkte Ehlers zunächst als wissenschaftlicher Assistent, später in der Laufbahn bis zum Akademischen Direktor als Hochschullehrer am Lehrstuhl für Acker- und Pflanzenbau des Instituts für Pflanzenbau und Pflanzenzüchtung der Universität Göttingen. Über zwei Jahrzehnte war er unmittelbar beteiligt an dem ersten, bereits 1966 von Kord Baeumer in Deutschland begonnenen Forschungsprogramm zum pfluglosen Ackerbau und zur reduzierten Bodenbearbeitung. Im Rahmen dieser langjährigen Versuchstätigkeit entwickelte Ehlers eigene Forschungsfelder im Grenzbereich zur Bodenphysik. 1979 erwarb er die Venia legendi für das Fachgebiet Acker- und Pflanzenbau. 1984 wurde er zum außerplanmäßigen Professor ernannt.

## Forschung und Lehre
Der Ackerboden und seine landwirtschaftliche Nutzung war das zentrale Forschungsfeld von Ehlers. Im Vordergrund seiner experimentellen Arbeiten standen Fragen der Bodenbearbeitung in ihrer Wirkung auf physikalische, chemische und biologische Eigenschaften und Prozesse als Merkmale der Bodenfruchtbarkeit. In Feldversuchen ermittelte er mit bodenphysikalischen Mess- und Auswertungsmethoden den Wasserverbrauch von Pflanzenbeständen und setzte diesen in Bezug zum erzielten Trockenmasse-Ertrag (Transpirationskoeffizient). Zwischen Kenngrößen des Wurzelsystems und der Wasseraufnahme der Wurzeln konnte er quantitative Beziehungen ableiten. Er fand heraus, dass im Gegensatz zur wendenden Pflugkultur eine flachmischende Bearbeitung des Bodens mit Pflanzenresten an der Oberfläche (Mulch) eine drastische Veränderung der Bodeneigenschaften bewirkt. Durch Bodenruhe und Mulch nimmt die Besatzdichte einzelner Regenwurmarten stark zu. In zahlreichen Versuchen auf unterschiedlichen Standorten konnte er nachweisen, dass durch pfluglose Ackerkultur das Bodenleben aktiviert, die Bodenstruktur stabilisiert, die Infiltrationsleistung der Ackerböden (Regenverdaulichkeit) gefördert und damit das Problem der Bodenerosion gemindert wird.
Ehlers war ein leidenschaftlicher Verfechter der These, dass der zunehmende Einsatz schlagkräftiger, aber schwerer Erntemaschinen mit 50–60 Tonnen Gesamtgewicht (Gewicht von Kampfpanzern) dem Boden schadet. Zum Problemkreis Bodenschadverdichtung initiierte er deshalb mehrere von der Deutschen Forschungsgemeinschaft geförderte Forschungsvorhaben. Die Richtigkeit der These konnte er durch eigene Feldversuche und durch zahlreiche Erhebungsuntersuchungen in landwirtschaftlichen Betrieben nachweisen. Er fand heraus, dass durch den Einsatz schwerer Technik im Laufe der Zeit eine nicht meliorierbare Unterbodenverdichtung geschaffen wird, die einen Verlust an Bodenfruchtbarkeit bewirkt und zur Umweltgefährdung beiträgt.
Die Publikationsliste von Ehlers umfasst mehr als 130 Beiträge in in- und ausländischen Journalen, aber auch in nationalen praxisorientierten Zeitschriften. Die Unterrichtung des Fachpublikums und der Öffentlichkeit war ihm stets ein besonderes Anliegen. In zwei Lehrbüchern (1996, 2003 und 2016) hat er den Wissensstand über die Dynamik des Wasserhaushaltes in der landwirtschaftlichen Pflanzenproduktion dargestellt und durch eine umfangreiche Bibliographie erschlossen. Am Göttinger Pflanzenbau-Institut betreute er zahlreiche ausländische Gastwissenschaftler. Elf Doktorandinnen und Doktoranden führte er zur Promotion.
Ehlers war Mitglied zahlreicher wissenschaftlicher Fachgesellschaften, u. a. der American Society of Agronomy, der Soil Science Society of America und der International Soil Tillage Research Organization. Von 1981 bis 1985 leitete er die Kommission Bodenphysik der Deutschen Bodenkundlichen Gesellschaft. Über lange Jahre war er Gutachter oder Mitherausgeber der wissenschaftlichen Fachzeitschriften „Soil and Tillage Research“, „Zeitschrift für Pflanzenernährung und Bodenkunde“ und „Archiv für Acker- und Pflanzenbau und Bodenkunde“.

## Lehrbücher
- Wasser in Boden und Pflanze. Dynamik des Wasserhaushalts als Grundlage von Pflanzenwachstum und Ertrag. Verlag Eugen Ulmer, Stuttgart 1996.
- Water Dynamics in Plant Production (gemeinsam mit Michael Goss). CABI Publishing, Wallingford, UK. 2003.
- Water Dynamics. CABI Publishing, Wallingford, UK, 2003, 2. Auflage 2016.

## Veröffentlichungen (Auswahl)
- Soil moisture regime of loessial soils in Western Germany as affected by zero-tillage methods (gemeinsam mit Kord Baumer). In: Pakistan Journal of Scientific and Industrial Research Bd. 17, 1974, S. 32–39.
- Observations on earthworm channels and infiltration on tilled and untilled loess soil. In Soils Science Bd. 119, 1975, S. 242–249.
- Evapotranspiration and drainage in tilled and untilled loess soil with winter wheat and sugar beet. In: Zeitschrift für Acker- und Pflanzenbau Bd. 142, 1976, S. 285–303.
- Keimung in Abhängigkeit von bodenphysikalischen Prozessen. In: Kali-Briefe Bd. 15, 1980, S. 233–248.
- Bodenphysikalische Forschung in der Bundesrepublik Deutschland. In: Mitteilungen der Deutschen Bodenkundlichen Gesellschaft Bd. 38, 1983, S. 5–28.
- Editorial: The need for soil physics in tillage research. In: Soil and Tillage Research Bd. 4, 1984, S. 1–3.
- Warum sind Ackerbohnen so dürreempfindlich?. In: Mitteilungen der Deutschen Landwirtschafts-Gesellschaft Bd. 101, 1986, S. 558–560 u. 567.
- Transpiration efficiency of oat. In: Agronomy Journal Bd. 81, 1989, S. 810–817.
- Root system parameters determining water uptake of field crops (gemeinsam mit Ann Hamblin, David Tennant, Rienk van der Ploeg). In: Irrigation Science Bd. 12, 1991, S. 115–124.
- Bodenverdichtung senkt Rübenertrag – Überlegungen zur Schadverdichtung am Beispiel diluvialer Standorte in Brandenburg und Mecklenburg-Vorpommern. In: Die Zuckerrübe Bd. 5, 1992, 1992, S. 268–274.
- Reduzierte Bodenbearbeitung – ökologische Folgen und ackerbauliche Grenzen. In: Kongressband VDLUFA-Tagung Göttingen, VDLUFA-Schriftenreihe Bd. 35, 1992, S. 35–58.
- Zum Transpirationskoeffizienten von Kulturpflanzen unter Feldbedingungen. In: Pflanzenbauwissenschaften (German Journal of Agronomy) Bd. 1, 1997, S. 97–108.
- Änderung der Dichte und Gefügefunktion südniedersächsischer Lössböden unter Ackernutzung (gemeinsam mit Rolf Rauber und Knut Schmidtke). In: Landnutzung und Landentwicklung Bd. 44, 2003, S. 9–18.
- Schwerlast auf dem Acker (gemeinsam mit Rienk van der Ploeg und Rainer Horn). In: Spektrum der Wissenschaft, Heft August 2006, S. 80–88.

## Wissenschaftlicher Film
- Unser Acker – durch schwere Landmaschinen gefährdet? (W. Ehlers unter Mitarbeit von Th. Mähner, R. Horn, C. Wiermann, O. Larink, S. Schrader, M. Langmaack, D. Werner, K. George). VHS – und DVD-Video, Farbe, 32,5 Min., Institut für den Wissenschaftlichen Film, Göttingen (verantwortlich W. Stickan, F.-U. Fanelli), 1998, Nr. C 2004. – Der Film wurde mit zwei internationalen Preisen ausgezeichnet.